# Eupithecia indissolubilis
Eupithecia indissolubilis es una especie de polilla de la familia Geometridae. La especie fue descrita por primera vez por András Mátyás Vojnits habiendo sido descrita en 1979, con distribución en China, especialmente la provincia de Shaanxi y en el sur de Siberia. El holotipo de la especie fue descrita en los montes Tsinling del sector Tapaishan, al sur de Shaanxi y a una altitud de 1700 metros (5577,4 pies). Otra especie holotipo fue descrita en el sur del Macizo de Altái, a una altitud de 1200 metros (3937,0 pies). Tiene gran parecido a las especies Eupithecia interpunctaria y Eupithecia korbi, del mismo sector montañoso. 

## Descripción
E. indissolubilis tiene las alas anteriores de color gris parduzco oscuro con marcas mínimas y oscuras en forma de tres manchas costales, un punto discal grande y líneas transversales apenas visibles. Las alas posteriores son de color gris fucsia con un gran punto discal pálido. La línea transversal medial está oscurecida y uniformemente curvada.
Los adultos vuelan desde principios de junio hasta principios de julio.